# Hakluyt Ø
Hakluyt Ø är en ö i Grönland (Kungariket Danmark).   Den ligger i kommunen Qaasuitsup, i den nordvästra delen av Grönland, 1 600 km nordväst om huvudstaden Nuuk. Arean är 7,6 kvadratkilometer. Den hade inga invånare år 2005.
Terrängen på Hakluyt Ø är lite kuperad. Öns högsta punkt är 427 meter över havet. Den sträcker sig 3,3 kilometer i nord-sydlig riktning, och 4,3 kilometer i öst-västlig riktning.